# Sender Flensburg
Der Sender Flensburg ist eine Einrichtung zur Verbreitung von Rundfunk auf dem Fuchsberg am östlichen Stadtrand. Er wird vom Norddeutschen Rundfunk betrieben und verwendet als Antennenträger einen 215 Meter hohen, abgespannten Stahlfachwerkmast. Er dient der Ausstrahlung von Hörfunk im analogen UKW-Bereich und von Digitalradioprogrammen im Standard DAB Plus sowie des digitalen Fernsehens. Mit geringer Leistung werden auch dänische Hörfunk- und Fernsehprogramme zur Versorgung abgeschatteter Bereiche am nördlichen Ufer der Flensburger Förde abgestrahlt.

## Geschichte

### Erste Antenne
Der ursprüngliche Mittelwellensender im Stadtteil Jürgensby lag an der heutigen Straße Am Sender (im Stadtbezirk Sender Flensburg-Jürgensby) und wurde 1928 von der Deutschen Reichspost in Betrieb genommen. Ursprünglich verwendete der Sender Flensburg eine vierfache T-Antenne von 25 Metern Länge, welche an zwei 60 Meter hohen Holztürmen befestigt war, die sich in einem Abstand von 80 Meter befanden. 1934 wurde die Sendeleistung noch von 500 Watt auf 3000 Watt erhöht. Am 1. April 1934 wurde die private Rundfunkanstalt, welche die Antenne betrieb, jedoch auf Druck der Nationalsozialisten aufgelöst. Die beiden Holztürme der T-Antenne wurden im August 1935 demontiert, nachdem kurz zuvor Ersatz geschaffen worden war.

### Hölzerner Eiffelturm
Am 15. März 1935 begann der Bau eines 90 Meter hohen Holzturms mit einer schwundmindernden Halbwellen-Eindrahtantenne, welcher am 9. April 1935 den Sendebetrieb aufnahm. Der Sender beziehungsweise Sendemast trug auf Grund seiner Optik den Spitznamen „Eiffelturm“. Bis zur deutschen Kapitulation war der Sender Flensburg eine der wenigen Anlagen, die noch in der Hand des NS-Regimes waren. So wurde am 1. Mai 1945 als letzte Sendung aus der Berliner Zentrale des Großdeutschen Rundfunks die Propagandalüge verbreitet, dass Hitler in Berlin den „Heldentod“ im Kampf gegen die Russen gefunden habe. Dies war falsch, da Hitler am 30. April Selbstmord beging. Nachdem britische Truppen am 3. Mai 1945 Hamburg und den dortigen Reichssender besetzt hatten, begann der Reichssender Flensburg aus einem provisorisch eingerichteten Studio bei der Alten Post in der Flensburger Innenstadt den Sendebetrieb. Am 7. Mai 1945 um 12:45 Uhr verkündete Lutz von Schwerin-Krosigk über den Sender Flensburg zum ersten Mal von deutscher Seite her die bedingungslose Kapitulation der Wehrmacht, also das Ende des Zweiten Weltkrieges in Europa. Einen Tag später, am 8. Mai 1945, von 12:30 bis 12:40 Uhr, wurde von Karl Dönitz über den Flensburger Sender die Meldung von der deutschen Kapitulation abermals verbreitet. Der Sender ging im Jahre 1948 von der Deutschen Post an den Nordwestdeutschen Rundfunk über.

### Bleistift
1957 wurde der Holzturm durch einen 216 Meter hohen, abgespannten Sendemast ersetzt, der, da er auch zur Verbreitung eines Radioprogramms im Mittelwellenbereich diente, gegen Erde isoliert war. Auf Grund seiner deutlichen Präsenz dominierte er einen Teil der östlichen Stadtsilhouette, die man vom Hafen betrachten konnte. Er erhielt den Spitznamen „Bleistift“. Da es immer wieder durch vom Sendemast herabfallende Eisbrocken zu einer Gefährdung der Anwohner kam und da die Möglichkeiten zur Erweiterung an diesem Ort nicht mehr gegeben waren, wurde der Sendemast in Jürgensby 1990 demontiert. Als der Sender damals demontiert wurde, dürfte er sich schon, nach den Eingemeindungen der siebziger Jahre, ziemlich in der Nähe der geografischen Mitte Flensburgs befunden haben,

### Neuer Sender
1988 wurde der am heutigen Standort befindliche, östlich des Stadtteils Engelsby im Stadtbezirk Vogelsang auf einer Fuchsberg genannten Anhöhe gelegene, neue Sendermast errichtet, der im Unterschied zum alten Mast eine geerdete Konstruktion mit einer Langdrahtantenne für den Mittelwellensender darstellt. Da der neue Sender dennoch optisch eine starke Ähnlichkeit zum alten Sender besitzt, wird er manchmal ebenfalls Bleistift genannt. Seine Optik ist nahezu identisch.
Zum 13. Januar 2015 schaltete der NDR seine Mittelwellensender ab, zuletzt den Mittelwellensender Flensburg.

## Frequenzen und Programme

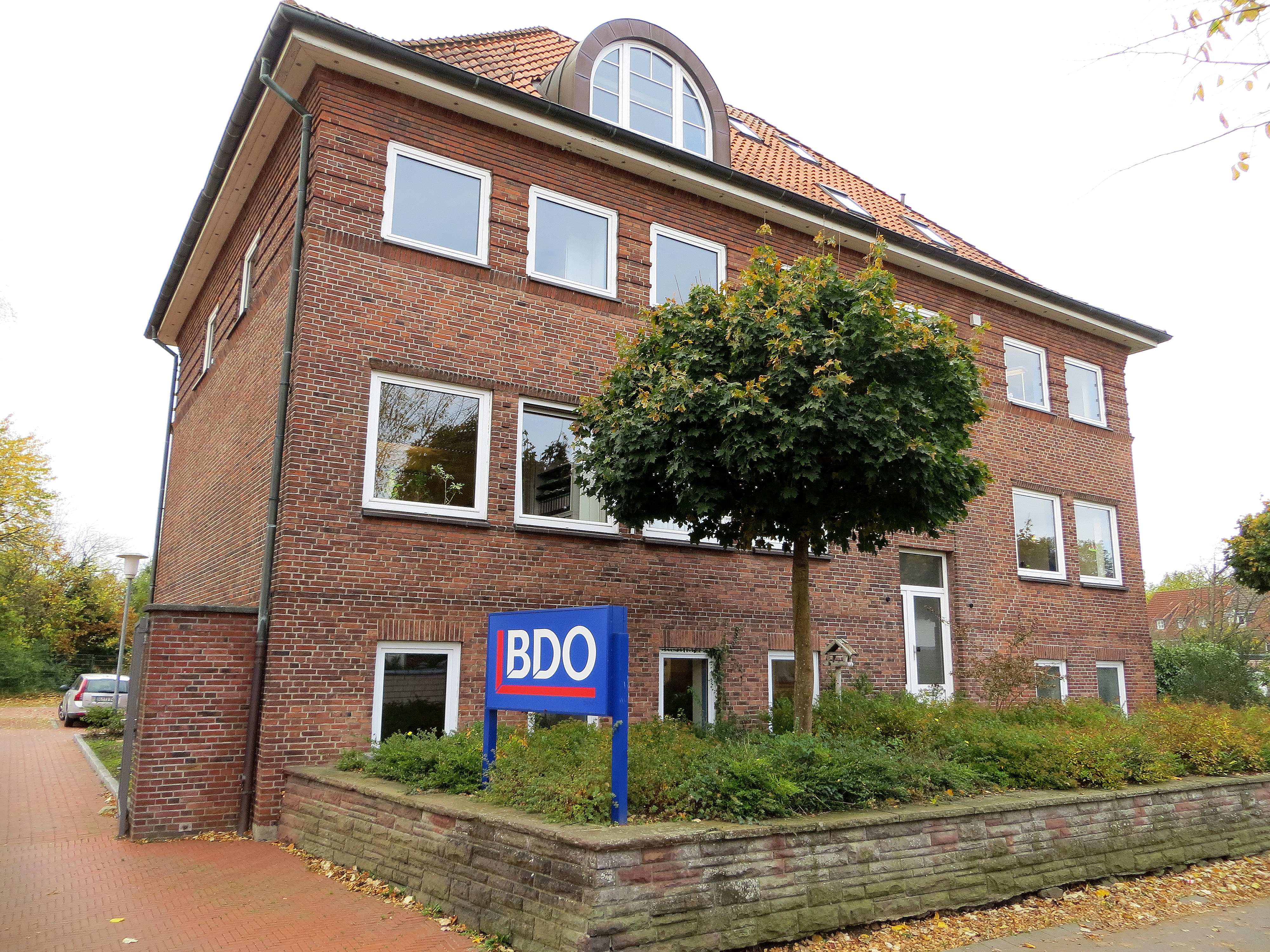
Das ehemalige Sendegebäude an der Straße Am Sender in Flensburg

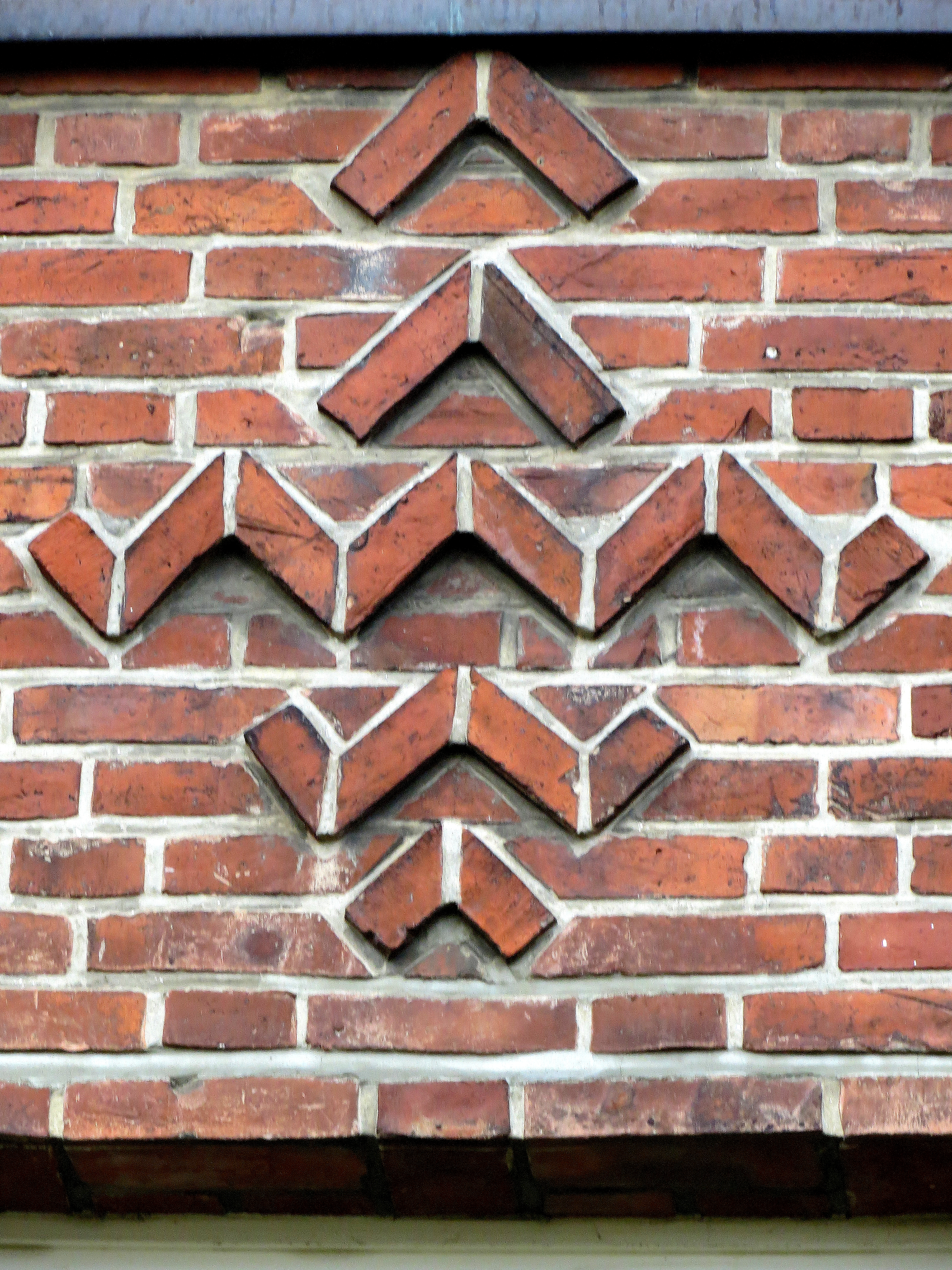
Ätherwellen-Zeichen über dem alten Haupteingang am ehemaligen Sendegebäude vom Sender Flensburg

### Analoger Hörfunk (UKW)
Die folgenden Hörfunkprogramme werden vom Sender Flensburg auf UKW abgestrahlt:
| Frequenz (MHz) | Programm         | RDS PS            | RDS PI                | Regionalisierung | ERP (kW) | Antennendiagramm rund (ND) gerichtet (D) | Polarisation horizontal (H) vertikal(V) |
| -------------- | ---------------- | ----------------- | --------------------- | ---------------- | -------- | ---------------------------------------- | --------------------------------------- |
| 87,7           | NDR Info         | NDR_Info          | D384                  | −                | 10       | D (200–210°, 260–290°)                   | H                                       |
| 89,6           | NDR 1 Welle Nord | NDR_1_FL NDR_1_SH | D5E1 (regional), D3E1 | Flensburg        | 25       | ND                                       | H                                       |
| 91,0           | N-Joy            | _N-JOY__          | D385                  | −                | 0,5      | D (140–290°)                             | H                                       |
| 93,2           | NDR 2            | _NDR_2__          | D382                  | −                | 25       | ND                                       | H                                       |
| 94,2           | DR P1 / DR P2    | DR_P1___/DR_P2___ | 9201                  | −                | 0,5      | D (320–20°)                              | V                                       |
| 96,1           | NDR Kultur       | NDR_Kult          | D383                  | −                | 25       | ND                                       | H                                       |
| 96,6           | DR P4            | DRP4_SYD          | 9C02                  | Süd              | 0,5      | D (320–20°)                              | V                                       |
| 98,0           | DR P3            | DR_P3___          | 9203                  | −                | 0,5      | D (320–20°)                              | V                                       |

Die privaten Programme R.SH und delta radio sowie der Deutschlandfunk werden nicht vom Sender Flensburg, sondern vom Fernmeldeturm Freienwill ausgestrahlt.

### Analoger Hörfunk (MW)
| Frequenz [kHz] | Programm         | Regionalisierung | ERP [kW] | Sendediagramm rund (ND)/gerichtet (D) | Polarisation horizontal (H)/vertikal (V) | Bemerkung                       |
| -------------- | ---------------- | ---------------- | -------- | ------------------------------------- | ---------------------------------------- | ------------------------------- |
| 702            | NDR Info Spezial | −                | 7,5      | ND                                    | V                                        | abgeschaltet am 13. Januar 2015 |

### Digitaler Hörfunk (DAB/DAB+)
Am 22. November 2016 wurde auf diesem Sender das nationale DAB+ Programmpaket und das DAB+ Programmpaket des Norddeutschen Rundfunks aufgeschaltet.
Danmarks Radio (DR) sendet seit 24. März 2020 auf Kanal 8B seinen Multiplex "DAB2 S" mit 3,9 kW für die dänischsprachige Bevölkerung über diese Anlage.
| Block                        | Programme | ERP (in kW) | Antennendiagramm rund (ND)/ gerichtet (D) | Gleichwellennetz (SFN) |
| ---------------------------- | --- | ----------- | ----------------------------------------- | --- |
| 5C DR Deutschland (D__00188) | DAB+ Block der Media Broadcast: - Absolut relax (72 kbps) - Dlf (104 kbps) - Dlf Kultur (112 kbps) - Dlf Nova (104 kbps) - DRadio DokDeb (48 kbps) - Energy Digital (72 kbps) - ERF Plus (64 kbps) - Klassik Radio (72 kbps) - Radio Bob (72 kbps) - Radio Horeb (48 kbps) - Radio Schlagerparadies (64 kbps) - Schwarzwaldradio (64 kbps) - sunshine live (72 kbps) - DRadio Daten (32 kbps Daten) - EPG Deutschland (16 kbps Daten) - TPEG (16 kbps Daten) - TPEG_MM (16 kbps Daten) | 2,5         | D (60–360°)                               | - Baden-Württemberg: Aalen, Baden-Baden (Fremersberg), Bad Mergentheim, Blauen, Brandenkopf, Donaueschingen, Feldberg im Schwarzwald, Freiburg (Vogtsburg-Totenkopf), Geislingen (Oberböhringen), Großerlach (Hohe Brach), Heidelberg (Königstuhl), Heilbronn (Schweinsberg), Hochrhein (Rickenbach), Hornisgrinde, Pforzheim (Schömberg-Langenbrand), Raichberg, Ravensburg (Höchsten), Reutlingen, Stuttgart (Frauenkopf), Ulm (Kuhberg) - Bayern: Amberg (Hirschau), Aschaffenburg (Pfaffenberg), Augsburg (Hotelturm), Bad Tölz (Gaißach), Bamberg (Geisberg), Büttelberg, Brotjacklriegel, Dillberg, Grünten, Herzogstand, Hochberg (Traunstein), Hoher Bogen, Inntal (Ebbs), Ingolstadt (Gelbelsee), Kreuzberg/Rhön, Landshut (Altdorf), München (Olympiaturm), Nennslingen (Büchelberg), Nürnberg, Oberammergau, Ochsenkopf, Passau, Pfänder, Pfaffenhofen, Pfarrkirchen, Pfronten, Regensburg (Hohe Linie), Unterringingen, Untersberg, Wendelstein (Bayrischzell), Würzburg (Frankenwarte) - Berlin: Berlin (Alexanderplatz), Berlin (Scholzplatz) - Brandenburg: Bad Belzig, Booßen, Brandenburg/Havel, Calau, Casekow, Cottbus, Eisenhüttenstadt, Petkus, Pritzwalk, Templin - Bremen: Bremen (Walle), Bremerhaven-Schiffdorf - Hamburg: Hamburg (Moorfleet), Hamburg (Heinrich-Hertz-Turm) - Hessen: Bad Hersfeld (Rimberg), Biedenkopf (Sackpfeife), Fulda (Hummelskopf), Frankfurt (Europaturm), Gelnhausen (Schnepfenkopf), Gießen (Dünsberg), Großer Feldberg, Hardberg, Hohe Wurzel, Hoher Meißner, Kassel (Habichtswald), Mainz-Kastel - Mecklenburg-Vorpommern: Garz (Rügen), Güstrow, Malchin, Neubrandenburg-Süd, Rostock (Toitenwinkel), Röbel, Schwerin (Zippendorf-Gr.Dreesch), Torgelow, Wismar/Rüggow, Züssow - Niedersachsen: Aurich-Popens, Braunschweig (Broitzem), Braunschweig (Drachenberg), Cuxhaven-Stadt, Dannenberg, Göttingen (Bovenden-Osterberg), Hannover (Telemax), Lingen, Lüneburg-Neu Wendhausen, Molbergen-Peheim, Osnabrück (Bramsche-Schleptruper Egge), Hildesheim (Sibbesse), Steinkimmen, Uelzen, Visselhövede, Wilhelmshaven - Nordrhein-Westfalen: Aachen (Karlshöhe), Bielefeld (Hünenburg), Bonn (Venusberg), Dortmund (Florianturm), Düsseldorf (Rheinturm), Eggegebirge, Herscheid, Hochsauerland (Hunau), Hürtgenwald-Großhau, Köln (Colonius), Langenberg, Lügde-Rischenau (Köterberg), Minden (Jakobsberg), Münster (Fernmeldeturm), Schöppingen, Siegen-Süd, Wesel - Rheinland-Pfalz: Bad Kreuznach (Schanzenkopf), Bad Marienberg (Westerwald), Bornberg, Daun (Eifel), Edenkoben (Kalmit), Heckenbach-Schöneberg (Ahrweiler), Idar-Oberstein, Kaiserslautern, Kettrichhof, Koblenz (Kühkopf), Trier (Petrisberg) - Saarland: Merzig-Merchingen, Saarbrücken (Schoksberg) - Sachsen: Chemnitz, Dresden, Geyer, Leipzig, Löbau, Neustadt, Oschatz, Schöneck, Zwickau Ost - Sachsen-Anhalt: Brocken, Burg, Dequede, Petersberg, Pettstädt (Weißenfels), Schneidlingen, Wittenberg - Schleswig-Holstein: Bungsberg, Flensburg, Heide, Helgoland, Hennstedt, Kiel (Kronshagen), Lübeck (Stockelsdorf), Schleswig, Niebüll (Süderlügum), Westerland (Sylt) - Thüringen: Bleßberg (Sonneberg), Erfurt-Hochheim, Gera, Inselsberg, Jena (Oßmaritz), Kulpenberg, Saalfeld (Remda), Lobenstein (Sieglitzberg), Weimar (Ettersberg) |
| 5D Antenne DE (D__00364)     | DAB-Block von Antenne Deutschland: - 80s80s (72 kbps) - 90s90s (72 kbps) - Absolut Bella (72 kbps) - Absolut Germany (72 kbps) - Absolut HOT (72 kbps) - Absolut Oldie (72 kbps) - Absolut TOP (72 kbps) - AIDAradio (72 kbps) - Ballermann Radio (72 kbps) - Beats Radio (72 kbps) - Brillux Radio (72 kbps) - Nostalgie (72 kbps) - Oldie Antenne (72 kbps) - RTL Radio (72 kbps) - Rock Antenne (72 kbps) - Toggo Radio (72 kbps)                                                   | 2,5         | D                                         | - Bayern: Amberg (Hirschau), Bamberg (Geisberg), Ingolstadt (Gelbelsee), Kreuzberg/Rhön, Nürnberg, Ochsenkopf, Pfaffenhofen, Regensburg (Hohe Linie), Würzburg (Frankenwarte) - Berlin: Berlin (Alexanderplatz), Berlin (Scholzplatz) - Brandenburg: Casekow, Cottbus, Pritzwalk - Bremen: Bremen (Walle) - Hamburg: Hamburg (Heinrich-Hertz-Turm) - Mecklenburg-Vorpommern: Rostock (Toitenwinkel), Schwerin (Zippendorf-Gr.Dreesch), Züssow - Niedersachsen: Braunschweig (Broitzem), Cuxhaven-Stadt, Göttingen (Bovenden-Osterberg), Hannover (Telemax), Hildesheim (Sibbesse/Griesberg), Lüneburg-Neu Wendhausen, Molbergen-Peheim, Osnabrück (Bramsche-Schleptruper Egge), Visselhövede - Nordrhein-Westfalen: Bielefeld (Hünenburg), Minden (Jakobsberg) - Sachsen: Dresden, Geyer, Leipzig, Löbau/Schafberg, Oschatz, Schöneck - Sachsen-Anhalt: Brocken, Burg, Petersberg, Wittenberg - Schleswig-Holstein: Flensburg, Heide, Kiel (Kronshagen), Lübeck (Stockelsdorf) - Thüringen: Erfurt-Hochheim, Gera, Inselsberg, Jena (Oßmaritz), Kulpenberg, Lobenstein (Sieglitzberg), Weimar (Ettersberg) |
| 8B DAB2 S Dänemark (???)     | DAB-Block von Danmarks Radio: - DR P1 (72 kbps) - DR P2 (28 kbps) - DR P3 (88 kbps) - DR P4 Esbjerg (88 kbps) - DR P4 Midt&Vest (88 kbps) - DR P4 Østjylland (88 kbps) - DR P4 Syd (88 kbps) - DR P4 Trekanten (88 kbps) - DR P5 København (88 kbps) - DR P5 Esbjerg (88 kbps) - DR P5 Midt&Vest (88 kbps) - DR P5 Østjylland (88 kbps) - DR P5 Syd (88 kbps) - DR P5 Trekanten (88 kbps) - DR P6 Beat (96 kbps) - DR P8 Jazz (96 kbps) - RADIO4 (128 kbps)                            | 3,9         |                                           | - Mitteljütland (Midtjylland): Hedensted, Holstebro, Horsens, Juelsminde, Videbæk - Süddänemark (Syddanmark): Apenrade, Esberg, Fredericia, Hadersleben, Kolding, Lundsberg, Sonderburg, Tondern, Varde, Vejle - Deutschland: Flensburg |
| 12B NDR SH12B (D__00342)     | DAB+ Block des Norddeutschen Rundfunks - NDR 1 SH FL (Flensburg) (104 kbps) - NDR 2 SH (104 kbps) - NDR Kultur (104 kbps) - NDR Info SH (104 kbps) - N-Joy (104 kbps) - NDR Blue (104 kbps) - NDR Schlager (104 kbps) - NDR Info Spezial (104 kbps) - NDR BWS - NDR TPEG | 5           | D (60-350°)                               | Flensburg, Husum, Morsum (Sylt), Kappeln-Ost, Niebüll (Fernmeldeturm), Schleswig |

### Digitales Fernsehen (DVB-T2)
Die DVB-T2-Ausstrahlungen im Gleichwellenbetrieb (Single Frequency Network) mit anderen Standorten.
| Kanal | Frequenz (MHz) | Multiplex                                   | Programme im Multiplex | ERP (kW) | Sendediagramm rund (ND)/ gerichtet (D) | Polarisation horizontal (H)/ vertikal (V) | Modulations- verfahren | FEC | Guard- intervall | Bitrate (MBit/s) | SFN                                                                             |
| ----- | -------------- | ------------------------------------------- | --- | -------- | -------------------------------------- | ----------------------------------------- | ---------------------- | --- | ---------------- | ---------------- | ------------------------------------------------------------------------------- |
| 21    | 474            | Gemischter Multiplex von ZDF und freenet TV | - ZDF HD - 3sat HD - KiKa HD - ZDFneo HD - ZDFinfo HD - freenet TV connect (HbbTV-Dienst mit mehreren Streams) | 50       | ND                                     | V                                         | 64-QAM (16-k-Modus)    | 3/5 | 19/128           | 22               | Flensburg-Engelsby, Schleswig, Bungsberg (NDR), Fernmeldeturm Kiel, Sender Kiel |
| 39    | 618            | ARD regional (NDR)                          | - NDR Fernsehen HD (Schleswig-Holstein) - WDR Fernsehen (Köln) HD / NDR HD (Niedersachsen) (zeitw.) - SWR Fernsehen BW HD / NDR HD (MV)(zeitw.) - MDR Fernsehen (Sachsen-Anhalt) HD - BR Fernsehen Süd HD / NDR HD (HH)(zeitw.) | 79       | ND                                     | V                                         | 64-QAM (16-k-Modus)    | 1/2 | 19/128           | 18,2             | Flensburg-Engelsby, Schleswig, Bungsberg (NDR), Fernmeldeturm Kiel, Sender Kiel |
| 47    | 682            | ARD Digital                                 | - Das Erste HD - phoenix HD - arte HD - tagesschau24 HD - one HD | 79       | ND                                     | V                                         | 64-QAM (16-k-Modus)    | 1/2 | 19/128           | 18,2             | Flensburg-Engelsby, Schleswig, Bungsberg (NDR), Fernmeldeturm Kiel, Sender Kiel |

Bis zum 25. April 2017 war folgender DVB-T-Nachlauf zu empfangen:
| Kanal | Frequenz (MHz) | Multiplex       | Programme im Multiplex                                                           | ERP (kW) | Sendediagramm rund (ND)/ gerichtet (D) | Polarisation horizontal (H)/ vertikal (V) | Modulations- verfahren | FEC | Guard- intervall | Bitrate (MBit/s) | SFN                                            |
| ----- | -------------- | --------------- | -------------------------------------------------------------------------------- | -------- | -------------------------------------- | ----------------------------------------- | ---------------------- | --- | ---------------- | ---------------- | ---------------------------------------------- |
| 35    | 586            | NDR (DVB-T alt) | - Das Erste - NDR Fernsehen (Schleswig-Holstein) - NDR Fernsehen (Hamburg) - ZDF | 20       | ND                                     | V                                         | 16-QAM (8-k-Modus)     | 2/3 | 1/4              | 13,27            | Flensburg-Engelsby, Schleswig, Bungsberg (NDR) |

### Digitales Fernsehen (DVB-T)
| Kanal | Frequenz (MHz) | Multiplex                           | Programme im Multiplex | ERP (kW) | Antennen- diagramm rundum (ND)/ gerichtet (D) | Polarisation horizontal (H) / vertikal (V) | Modulations- verfahren | FEC | Guard- intervall | Bitrate (MBit/s) | SFN mit                                                                  |
| ----- | -------------- | ----------------------------------- | --- | -------- | --------------------------------------------- | ------------------------------------------ | ---------------------- | --- | ---------------- | ---------------- | ------------------------------------------------------------------------ |
| 37    | 602 (UHF)      | Digi-TV-Mux 1 Süd                   | - DR 1 HD - DR 2 - TV Syd - Kanal Syd (21.00-17.00)/DR Tegnsprogstolkning (17.00-21.00) - DR Synstolkning | 0,1      | D                                             | H                                          | 64-QAM                 | 2/3 | 1/4              | 19,91            | Flensburg-Engelsby, Apenrade (Rothenkrug)                                |
| 50    | 706 (UHF)      | Digi-TV-Mux 2                       | - DR Ramasjang - DR K - DR HD - DR Update - Folketings-TV | 0,1      | D                                             | H                                          | 64-QAM                 | 2/3 | 1/4              | 19,91            | Flensburg-Engelsby, Apenrade (Rothenkrug)                                |
| 32    | 562 (UHF)      | Boxer-Mux 3 Süd (verschlüsselt)     | - TV 2 (Süd) - CNN - Canal 9 - Animal Planet - TLC Danmark - Discovery Science - Disney Channel - Disney XD - Travel Channel - History Channel - The Voice TV - Kanal 4 - Kanal 5 | 0,1      | D                                             | H                                          | 64-QAM                 | 3/4 | 1/4              | 22,3             | Flensburg-Engelsby, Apenrade (Rothenkrug)                                |
| 22    | 482 (UHF)      | Boxer-Mux 4                         | - TV 2 Charlie (verschlüsselt) - TV 2 Zulu (verschlüsselt) - TV 2 News (verschlüsselt) - TV 2 Film (verschlüsselt) - TV 2 Sport (verschlüsselt) - 6'eren (verschlüsselt) - Discovery (verschlüsselt) - MTV (verschlüsselt) - VH-1 (verschlüsselt) - dk4 (verschlüsselt) - Cartoon Network (verschlüsselt) - Nickelodeon (verschlüsselt) - Boxer Infokanal | 0,1      | D                                             | H                                          | 64-QAM                 | 3/4 | 1/4              | 22,3             | Flensburg-Engelsby, Apenrade (Rothenkrug), Læsø, Schwenburg II, Tommerup |
| 49    | 698 (UHF)      | Boxer-Mux 5 (verschlüsselt, DVB-T2) | - TV 2 HD - TV 2 Sport HD - TV 2 Film HD - 6'eren HD - Star! - Canal+ First - Canal+ Hits - TV 4 Sverige (Malmö) - TV 2 Norge - ZDF | 0,1      | D                                             | H                                          | 64-QAM                 | ?   | ?                | ?                | Flensburg-Engelsby, Apenrade (Rothenkrug), Schwenburg II, Tommerup       |

ehemaliges Angebot bis 28. März 2017:
| Kanal | Frequenz (MHz) | Multiplex                             | Programme im Multiplex | ERP (kW) | Antennen- diagramm rundum (ND)/ gerichtet (D) | Polarisation horizontal (H) / vertikal (V) | Modulations- verfahren | FEC | Guard- intervall | Bitrate (MBit/s) | SFN mit                                              |
| ----- | -------------- | ------------------------------------- | --- | -------- | --------------------------------------------- | ------------------------------------------ | ---------------------- | --- | ---------------- | ---------------- | ---------------------------------------------------- |
| 47    | 682 (UHF)      | ARD Digital (NDR)                     | - Das Erste - Phoenix - ARTE - tagesschau24 | 50       | ND                                            | V                                          | 16-QAM (8-k-Modus)     | 2/3 | 1/4              | 13,27            | Flensburg-Engelsby, Schleswig, Kiel, Bungsberg (NDR) |
| 39    | 618 (UHF)      | ARD regional (NDR) Schleswig-Holstein | - NDR Fernsehen (Schleswig-Holstein) - WDR (Köln) / NDR (Niedersachsen) (zeitw.) - MDR (Sachsen-Anhalt) / NDR (MV) (zeitw.) - BR (Schwaben/Altbayern) / NDR (HH) (zeitw.) | 50       | ND                                            | V                                          | 16-QAM                 | 2/3 | 1/4              | 13,27            | Flensburg-Engelsby, Schleswig, Kiel, Bungsberg (NDR) |
| 21    | 474 (UHF)      | ZDFmobil                              | - ZDF - 3sat - ZDFinfo - KiKA (06-21:00 Uhr)/ZDFneo (21-06:00 Uhr) | 20       | ND                                            | V                                          | 16-QAM (8-k-Modus)     | 2/3 | 1/4              | 13,27            | Flensburg-Engelsby, Schleswig, Kiel, Bungsberg (NDR) |

### Analoges Fernsehen (PAL)
Vor der Umstellung auf DVB-T diente der Sendestandort weiterhin für analoges Fernsehen:
| Kanal | Frequenz (MHz) | Programm        | ERP (kW) | Sendediagramm rund (ND)/ gerichtet (D) | Polarisation horizontal (H)/ vertikal (V) |
| ----- | -------------- | --------------- | -------- | -------------------------------------- | ----------------------------------------- |
| 4     | 62,25          | Das Erste (NDR) | 50       | D                                      | H                                         |
| 10    | 210,25         | Das Erste (NDR) | 0,2      | D                                      | H                                         |
| 33    | 567,25         | DR1             | 0,5      | D                                      | H                                         |
| 54    | 735,25         | TV 2 (Süd)      | 0,5      | D                                      | H                                         |